# سباستین ریورا
سباستین ریورا (به انگلیسی: Sebastian Rivera،  زادهٔ ۲۷ اوت ۱۹۹۸) یک کشتی‌گیر آزادکار اهل کشور پورتوریکو است.
از افتخارات وی می‌توان به کسب مدال نقره مسابقات قهرمانی کشتی جهان ۲۰۲۳ اشاره کرد.

## فعالیت حرفه‌ای

### قهرمانی کشتی جهان ۲۰۲۳
ریورا در وزن ۶۵ کیلوگرم کشتی آزاد قهرمانی کشتی جهان ۲۰۲۳ بلگراد شرکت کرد، او در این مسابقات علیبگ علیبگوف از بحرین، ایوب موسایف از رومانی، ماکسیم ساکولتان از مولداوی و وازگن توانیان از ارمنستان را شکست داد و به فینال رسید. وی در دیدار نهایی به اسماعیل موساکایف از مجارستان باخت و به مدال نقره رسید.

### المپیک ۲۰۲۴ پاریس
ریورا در وزن ۶۵ کیلوگرم کشتی آزاد المپیک ۲۰۲۴ پاریس حاضر بود که در کشتی اول جورجی اوکوروکوف از استرالیا را شکست داد اما در کشتی بعد به کوتارو کیوکا از ژاپن باخت و با توجه به حضور این کشتی‌گیر در فینال، به دیدار شانس مجدد رفت. او در مرحله شانس مجدد ماکسیم ساکولتان از مولداوی را شکست داد و به دیدار رده‌بندی رسید. وی در این دیدار تومور-اچیر تولگا از مغولستان را شکست داد و مدال برنز را بدست آورد.